# BoomBox (banda de música)

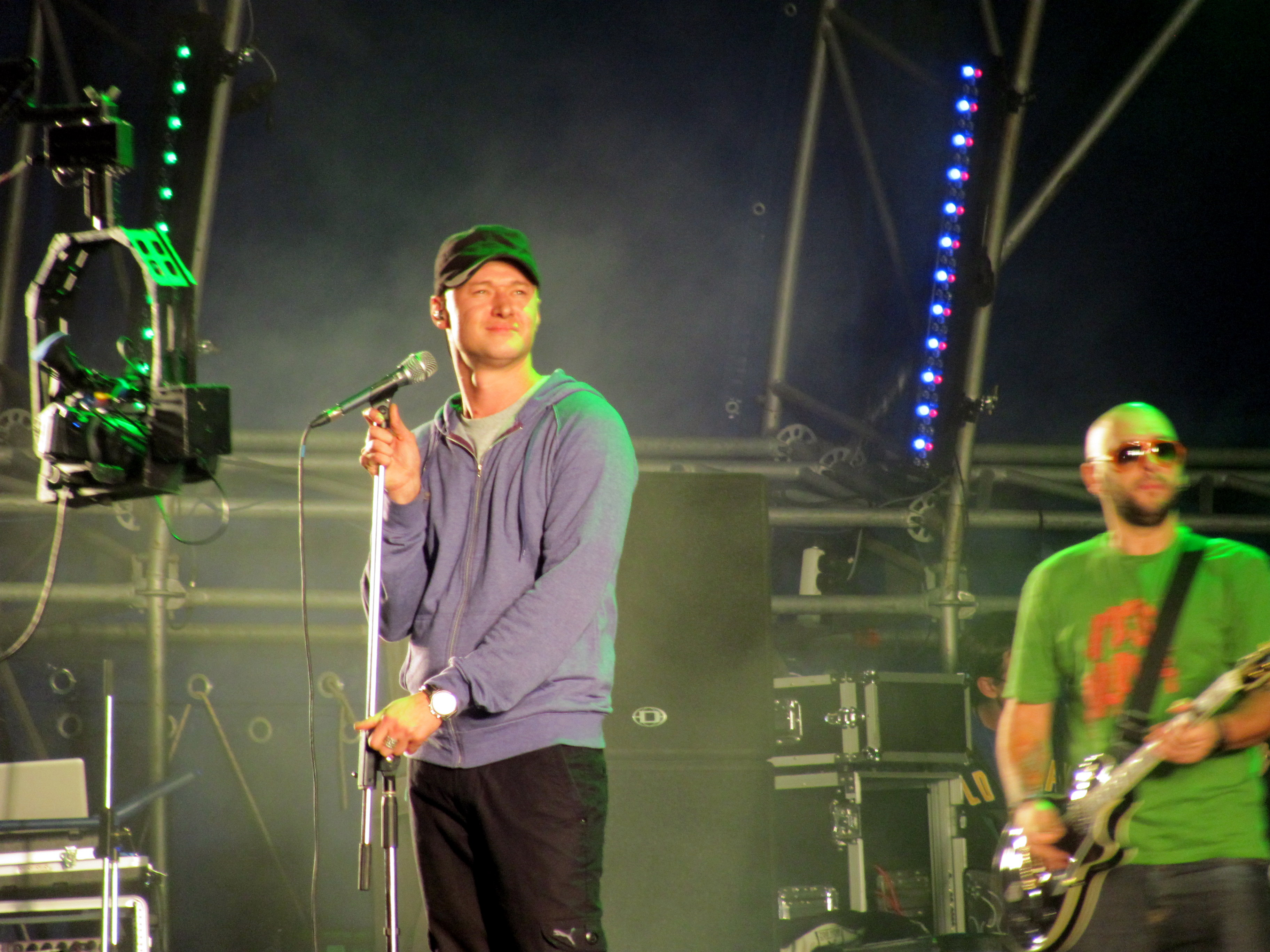
Boombox se apresentando em Mykolaiv em 2010.

Boombox (em ucraniano: БумБокс) é uma banda ucraniana de rock e pop formada em 2004 em Kiev, na Ucrânia, pelos cantores Andriy Khlyvnyuk e Andriy “Fly” Samoylo. O grupo, que tem músicas em ucraniano, russo e inglês, parou de actuar na Rússia desde que a Rússia anexou a Crimeia em 2014.